# Anticlea elegans
Anticlea elegans là một loài thực vật có hoa trong họ Melanthiaceae. Loài này được (Pursh) Rydb. miêu tả khoa học đầu tiên năm 1903.